# Xoanodera vermiculata
Xoanodera vermiculata är en skalbaggsart som beskrevs av Hüdepohl 1989. Xoanodera vermiculata ingår i släktet Xoanodera och familjen långhorningar. Inga underarter finns listade i Catalogue of Life.